# Uombat de musell pelut septentrional
El uombat de musell pelut septentrional (Lasiorhinus krefftii) és una espècie de uombat del gènere Lasiorhinus. Actualment es troba en perill crític i només en queden uns 115 exemplars que viuen en una reserva al Parc Nacional d'Epping Forest (Austràlia). Forma part de la llista del programa EDGE (Evolutionarily Distinct i Globally Endangered), l'objectiu del qual és estudiar i protegir les espècies animals més atípiques. Per intentar protegir aquesta espècie, s'ha construït una tanca antipredadors de 2 metres d'alçada al voltant del lloc on viuen.